# Michail Iljitsch Romm

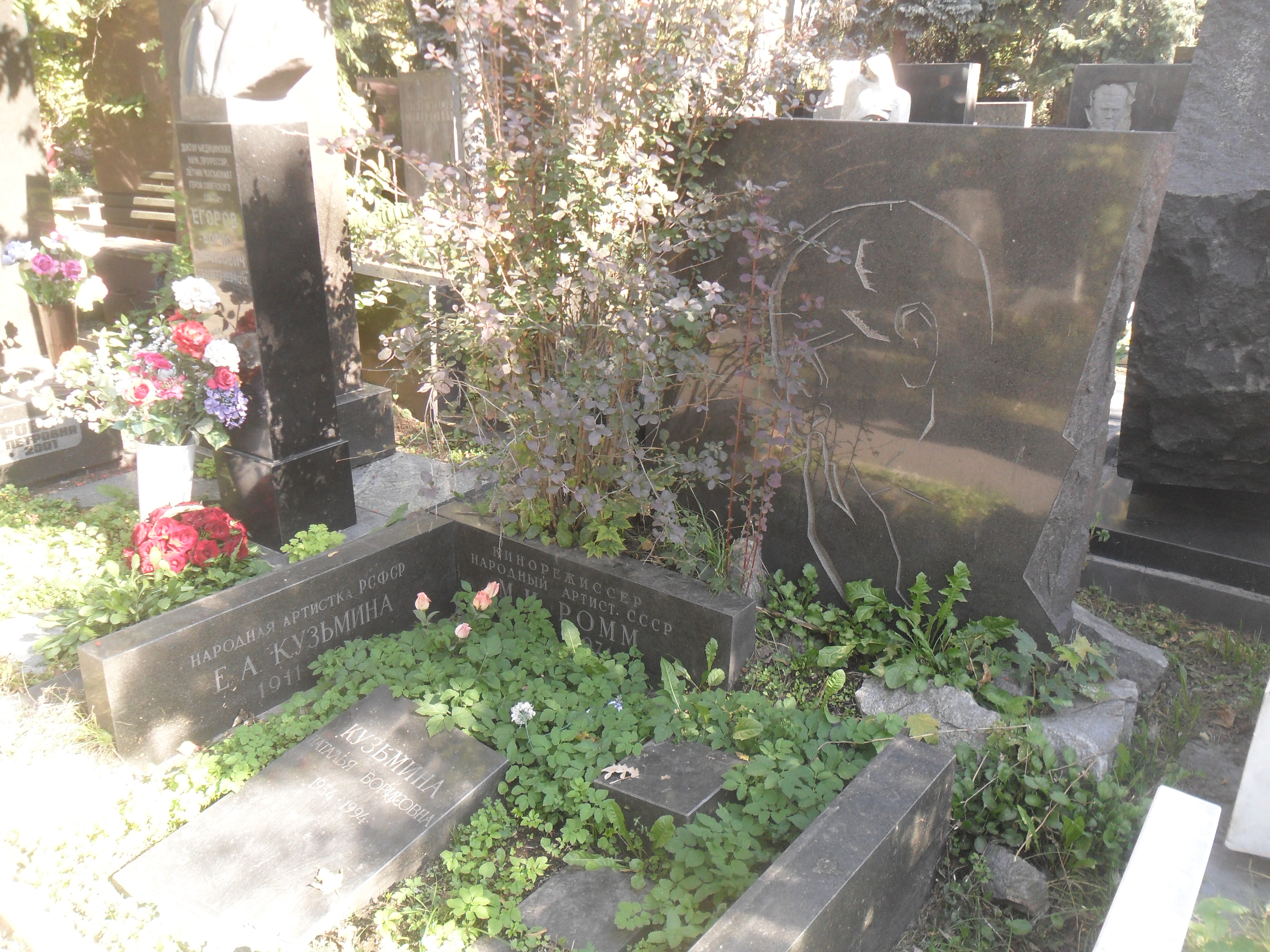
Grab von Michail Romm und Schauspielerin Jelena Kusmina auf dem Nowodewitschi-Friedhof in Moskau

Michail Iljitsch Romm (russisch Михаил Ильич Ромм, wiss. Transliteration Michail Il’ič Romm; * 11. Januarjul. / 24. Januar 1901greg. in Irkutsk; † 1. November 1971 in Moskau) war ein sowjetischer Filmregisseur und Drehbuchautor.

## Leben
Michail Romm wurde in Irkutsk als Sohn eines jüdischen Sozialdemokraten geboren, der nach Sibirien verbannt worden war. Er schloss das Gymnasium im Jahre 1917 ab und nahm ein Studium an der Moskauer Hochschule für Malerei, Bildhauerkunst und Architektur auf. Er kämpfte während seiner Zeit an der Hochschule in der Roten Armee im Bürgerkrieg. 1925 beendete er die höchste künstlerisch-technische Abteilung für Skulpturen der Moskauer Hochschule und arbeitete weiter als Bildhauer und Übersetzer. Ab 1931 arbeitete er bei Mosfilm, wo er von 1940 bis 1943 künstlerischer Leiter der Filmproduktion war. Zwischen 1942 und 1947 war er Direktor eines Theaterstudios für Filmschauspieler, später auch Filmregisseur einiger erfolgreicher Filme wie Neun Tage eines Jahres und des Dokumentarfilms Der gewöhnliche Faschismus.

## Filmografie
Regisseur
- 1934: Fettklößchen (Пышка)
- 1936: Die Dreizehn (Тринадцать/Trinadzat)
- 1937: Lenin im Oktober (Ленин в Октябре)
- 1939: Lenin 1918 (Ленин в 1918 году)
- 1941: Мечта
- 1943: Наши девушки
- 1944: Mensch Nr. 217 (Человек № 217)
- 1947: Die russische Frage (Русский вопрос)
- 1950: In geheimer Mission (Секретная миссия)
- 1953: Segel im Sturm (Адмирал Ушаков)
- 1953: Schiffe stürmen Bastionen (Корабли штурмуют бастионы)
- 1956: Der Mord in der Dantestraße (Убийство на улице Данте)
- 1962: Neun Tage eines Jahres (Девять дней одного года)
- 1965: Der gewöhnliche Faschismus (Обыкновенный фашизм)
- 1972: И все-таки я верю…

## Ehrungen und Auszeichnungen
- 1938: Leninorden
- 1941: Stalinpreis für Lenin im Oktober und Lenin 1918
- 1946: Stalinpreis für Film Mensch Nr. 217
- 1948: Stalinpreis für Film Die russische Frage
- 1949: Stalinpreis für Dokumentarfilm Wladimir Iljitsch Lenin
- 1950: Volkskünstler der UdSSR
- 1951: Stalinpreis für Film In geheimer Mission
- 1961: Orden des Roten Banners der Arbeit
- 1967: Ehrenmitglied Deutscher Akademie der Künste in Ost-Berlin
- 1967: Leninorden
- 1971: Orden der Oktoberrevolution
- Medaille „Für heldenmütige Arbeit im Großen Vaterländischen Krieg 1941–1945“

Quelle: